# Parque nacional Yengo
El parque nacional Yengo es un parque nacional ubicado en Nueva Gales del Sur, Australia, 132 km al noroeste de Sídney. Forma parte del territorio de las Montañas Azules, declaradas Patrimonio de la Humanidad en el año 2000, y se extiende hasta el límite oriental del parque nacional Wollemi.

## Historia
En 1993,  la oficina encargada del mantenimiento de los parques nacionales en Australia, National Park and Wildlife Service abrió su sede en Bucketty. Desde allí, comenzó a manejar el recientemente establecido Parque nacional Yengo. Poco tiempo después se construyó un helipuerto, conocido como 'Bucketty International', y en 1995 se erigió una torre de vigilancia tras una serie de incendios en la zona. 
En 1999, la NPWS adquirió parte de las tierras privadas ubicadas entre Bucketty y el parque. En esta nueva zona se erigen la Pared de los Convictos y el anfiteatro de la comunidad.
A principios de la década de 2000, la comunidad de Bucketty pidió a la NPWS que reconociese su posición de guardiana del lugar, por lo que poco tiempo después la comunidad y la NPWS crearon un Memorándum de Entendimiento para manejar el sitio de manera conjunta.

## Flora y fauna

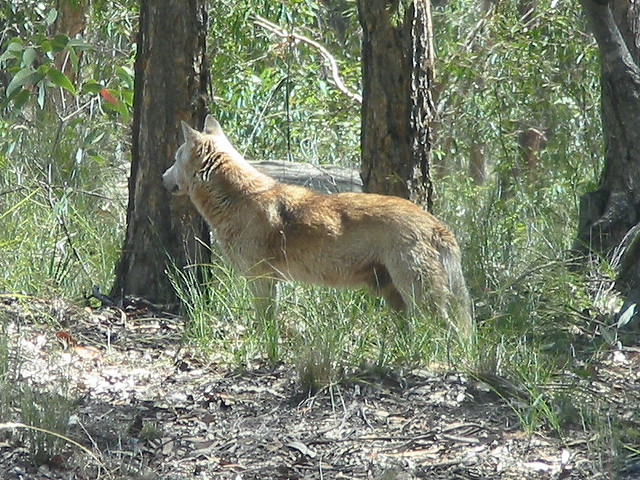
Dingo en el parque nacional Yengo

Comparado con la zona costera y la occidental de las Montañas Azules, el parque recibe pocas lluvias al año. Por lo tanto, la vegetación en las mesetas y en las colinas del noroeste consiste mayormente en plantas esclerófilas. En las zonas más húmedas, especialmente en las colinas del sur y la parte oriental del parque, existen bosques de eucaliptos de gran altura. Respecto de la fauna, se han encontrado 43 especies distintas de marsupiales, incluyendo al walabí cola cepillo de las rocas, una especie en peligro de extinción. Además, habitan el parque más de cien especies de aves, alrededor de diecisiete especies de anfibios y 37 de reptiles.

## Sendero Finchley
El sendero Finchley es un sitio de arte rupestre con muestras del arte aborigen sobre rocas. El sendero de unos 500 m en un solo sentido está bien señalizado.

## Acceso
Se puede acceder al parque nacional a través de la calle Yengo Creek, una ramificación de la carretera Great North, en las afueras de Laguna.